# Clint Essers
Clint Essers (Maastricht, 21 gennaio 1997) è un calciatore olandese, difensore del Barockstadt Fulda-Lehnerz.

## Caratteristiche tecniche
È un difensore centrale che può essere impiegato anche da terzino destro.

## Carriera
Cresciuto nelle giovanili del Fortuna Sittard, ha esordito in prima squadra il 7 aprile 2017 in occasione del match di Eerste Divisie vinto 4-1 contro l'Helmond Sport.